# Éliame Niamkey
Éliame Florent Niamkey est un entrepreneur, financier, communicateur, marketeur et producteur audiovisuel ivoirien. Il est le directeur général de Bonus Multimedia, une entreprise spécialisée dans la production audiovisuelle, le marketing et la communication. En 2024, il reçoit le prix CPACI du meilleur producteur audiovisuel lors de la sixième édition de la Nuit ivoirienne du septième art et de l'audiovisuel (NISA).

## Biographie

### Études et formations
Éliame Florent Niamkey a obtenu un master en analyse médiatique à Toulouse en 2022. En 2024, il décroche un certificat en stratégie exécutive en ligne délivré par HEC Paris.

### Carrière professionnelle
Éliame Niamkey est un professionnel reconnu dans l'industrie audiovisuelle ivoirien et un consultant international en communication. Il occupe le poste de directeur général de Bonus Multimedia, une entreprise spécialisée dans la production audiovisuelle, le marketing et la communication. En tant que producteur prolifique, il crée une diversité de contenus télévisuels diffusés et reconnus auprès du public,,. Les productions d'Éliame sont diffusées sur plusieurs chaînes de télévision en Côte d'Ivoire. Il exerce une influence notable auprès des jeunes. Cette popularité lui permet de mobiliser un grand nombre de jeunes dans les initiatives qu'il lance. Éliame Niamkey est une personnalité active dans l'industrie cinématographique et culturelle de Côte d'Ivoire, ayant contribué à la réalisation de plusieurs séries, notamment Super Gohou (sortie en 2015), Mamie Gbangban (sortie en 2016), et Derrière l'eau (sortie en 2020). 
Éliame Niamkey s'investit dans la réalisation de films, de documentaires, de capsules éducatives et d'autres contenus à visée pédagogique. Il participe à des programmes en Côte d’Ivoire et en Afrique, prenant part à des événements spécialisés tels que des séminaires, des colloques et des groupes de réflexion, dans le but de contribuer à l'amélioration et au développement de l'industrie de la production audiovisuelle.
En 2023, lors de l'événement culturel Abissa, il est nommé ambassadeur pour la promotion culturelle N'zima de Grand Bassam,. 
En 2024, il développe de nouveaux projets tels que Mon Unique Péché et la saison 3 de Mamie Gbangban, poursuivant ainsi ses activités dans le secteur cinématographique et culturel,,. La même année, il devient lauréat du prix CPACI du meilleur producteur audiovisuel lors de la sixième édition de la Nuit ivoirienne du septième art et de l'audiovisuel (NISA),.

### Vie associative
Depuis 2024, Éliame Florent Niamkey est le président du Réseau des jeunes cadres du Sud-Comoé (Rjc-sc).

## Filmographie

### Séries télévisées
- Super Gohou
- Mamie Gbangban

- Derrière l’eau

- Mon Unique Péché

## Distinctions
- 2024 : Lauréat du prix CPACI du meilleur producteur audiovisuel lors de la sixième édition de la NISA[15].
- 2023 : Ambassadeur pour la promotion culturelle N'zima de Grand-Bassam